# حسین حسین‌زاده
حسین حسین‌زاده (زاده‌ٔ ۱۳۵۸ در گراش) سیاستمدار مستقل ایرانی و نماینده‌ٔ مردم در حوزه‌ٔ انتخابیه لارستان، خنج، گراش، اوز و جویم در یازدهمین دورهٔ مجلس شورای اسلامی بوده‌است. وی در حال حاضر رئیس هیئت مدیره شرکت صنایع پتروشیمی خلیج فارس است.
حسین‌زاده در دوره‌ٔ یازدهم انتخابات مجلس با کسب ۲۸ هزار و ۳۹۹ رای از مجموع ۹۴ هزار و ۵۵۶ رای به مجلس شورای اسلامی راه یافت.

## تحصیلات
حسین‌زاده مد‌رک کارشناسی مهند‌سی شیمی با گرایش بهره برد‌اری از منابع نفت و کارشناسی ارشد‌ مهند‌سی نفت-اکتشاف و استخراج نفت و د‌کتری نفت را از د‌انشگاه آزاد واحد علوم تحقیقات تهران گرفته است‌.